# 峦城镇
峦城镇，是中华人民共和国广西壮族自治区南宁市横州市下辖的一个乡镇级行政单位。地处横州市西部，东面、北面与六景镇相连，南面与平朗乡、六景镇相接，西面与青秀区南阳镇接壤。

## 行政区划
峦城镇下辖以下地区：
峦城社区、泮塘村、高村、那檀村、刘奇村、方村、下滕村、良塘村、莫村、安平村、彭村、滩头村、明新村、杨江村、格木村和新兴村。